# Dion Beebe
Dion Beebe (Brisbane, 1968) és un director de fotografia australià guanyador de l'Oscar l'any 2006 per Memòries d'una geisha.

## Biografia
Amb tan sols 5 anys Beebe va marxar a Ciutat del Cap (Sud-àfrica). Va estudiar cinematografia a l'escola Pretoria Tecnikon i a la Australian Film Television and Radio School, a Sydney, on es va graduar el 1990. Ha treballat en el món de la música amb vídeos del grup INXS i en el de la publicitat, a la televisió.

## Filmografia
- Praise (1998)
- Holy Smoke (1999)
- Forever Lulu (2000)
- The Goddess of 1967 (2000)
- Charlotte Gray (2001)
- Equilibrium (2002)
- Chicago (2002)
- In the Cut (2003)
- Collateral (2004)
- Memòries d'una geisha (2005)
- Miami Vice (2006)
- Rendition (2007)
- Land of the Lost (2009)
- Nine (2009)
- Green Lantern (2011)
- Gangster Squad (2013)

## Premis
- BAFTA a la millor fotografia (2005) - Collateral
- Oscar a la millor fotografia (2006) - Memòries d'una geisha
- BAFTA a la millor fotografia (2006) - Memòries d'una geisha

## Nominacions
- Oscar a la millor fotografia (2002) - Chicago
- BAFTA a la millor fotografia (2002) - Chicago